# Waongo
Waongo, également orthographié Vaongho, est une commune située dans le département du Yargatenga de la province de Koulpélogo dans la région du Centre-Est au Burkina Faso.

## Géographie
La commune est composée de six quartiers que sont : Vaongho-natenga, Zabla, Momien, Lodienzoga, Garfétié, Neema-tenga et Yelbandé.

## Santé et éducation
Waongo accueille un centre de santé et de promotion sociale (CSPS).
La commune possède une école primaire de six classes.